# Prionyx gobiensis
Prionyx gobiensis är en biart som först beskrevs av Kazuhiko Tsuneki 1971.  Prionyx gobiensis ingår i släktet Prionyx och familjen grävsteklar. Inga underarter finns listade i Catalogue of Life.